# Kreacjonizm (w odniesieniu do pochodzenia duszy)
Kreacjonizm – pogląd o pochodzeniu duszy, obecny np. w teologii katolickiej. Według kreacjonizmu Bóg stwarza duszę za każdym razem, gdy powstaje nowa istota ludzka (według dogmatyki katolickiej bezpośrednio i ex nihilo). 
Pogląd taki przeciwstawia się generacjonizmowi (traducjanizmowi, zespołowi poglądów, według którego dusza powstaje wraz z ciałem w zbliżony sposób) i teorii preegzystencji duszy (obejmującej teorię metempsychozy). 
Przedstawiciele doktryny kreacjonizmu
- Hieronim ze Strydonu
- Jan Kalwin